# Le Fermier musicien
Pour plus de détails, voir Fiche technique et Distribution.
Le Fermier musicien (Musical Farmer) est un dessin animé de Mickey Mouse produit par Walt Disney pour Columbia Pictures et sorti le 9 juillet 1932.

## Synopsis
Mickey est à nouveau dans sa ferme. Il utilise Pluto comme plantoir mais deux corbeaux mangent les graines après leur passage. Pluto les pourchasse jusque dans l'épouvantail et s'y retrouve coincé. Pendant ce temps Minnie trait une vache entourée par des oies. Mickey décide de faire peur à Minnie en revêtant le costume d'épouvantail juché sur Pluto. Le pantalon tombe et révèle à Minnie le subterfuge. Elle utilise un râteau pour bloquer les deux trublions. Mickey chute et tombe dans le panier de linge. Il se retrouve habillé avec une jupe à damier. Minnie se moque de lui mais il transforme la jupe en un kilt en utilisant un pinceau pour faire l'escarcelle et les oies comme une cornemuse. Minnie danse alors suivie par les animaux de la ferme et du voisinage.

La ponte d'un énorme œuf par l'oie Fanny spotte les festivités. Mickey part chercher son appareil photo pour immortaliser l'instant, sans quelques turpitudes sur le trajet. Mickey mets tous le pot de magnésium pour le flash et la déflagration déplume tous les volatiles.

## Fiche technique
- Titre original : Musical Farmer
- Titre français : Le Fermier musicien
- Série : Mickey Mouse
- Réalisateur : Wilfred Jackson
- Voix : Walt Disney (Mickey), Marcellite Garner (Minnie)
- Producteur : Walt Disney, John Sutherland
- Distributeur : Columbia Pictures
- Date de sortie : 9 juillet 1932[1]
- Format d'image : noir et blanc
- Son : mono
- Durée : 7 min
- Langue : (en)
- Pays :  États-Unis

Source : IMDb

## Musiques du film
- Comin' Through The Rye, chanson traditionnelle écossaise (interprétée par Minnie, lors de la traite de la vache)
- Turkey in the Straw, chanson traditionnelle américaine (XIXe siècle) (dansée par les dindons)

## À noter
- En commençant par Steamboat Willie, puis avec Champ de bataille en 1929 jusqu'à Le Fermier musicien et Olympiques rustiques en 1932, une grande proportion des premiers courts métrages de Disney comporte un lien fort avec le monde rural et tire leur humour d'une juxtaposition comique de stéréotypes urbains et ruraux[3]. Ce film est un énième film musical et se situant dans la ferme de Mickey.